# Gaston Norès
Pour les articles homonymes, voir Norès.
Gaston Norès est un acteur belge, né le 13 juillet 1894 à Malines, (en néerlandais : Mechelen), ville néerlandophone de Belgique, et mort le 15 décembre 1958 à Bezons dans le Val-d'Oise.

## Biographie
Né en 1894, dans une famille bourgeoise, apparentée au peintre néoclassique belge François-Joseph Navez, il devient élève au Conservatoire d'art dramatique de Paris. Mais le jeune Gaston se destine à l’opérette. Ses premiers engagements sur scène, il les doit à Charles Montcharmont, directeur du théâtre des Célestins de Lyon qui tourne ses spectacles dans toute l’Europe. Il triomphe dans le rôle du Prince Danilo dans La Veuve joyeuse de Franz Lehár.
De retour de la Première Guerre mondiale, après quatre ans passés au front, ses cordes vocales ont été à jamais endommagées et il ne peut plus chanter. C'est un frère d'armes, influent dans le cinéma, qui le présente à Gérard Bourgeois, important réalisateur de l’époque. Il décroche le rôle principal de La Dette de sang et devient une énorme vedette du jour au lendemain.
S'ensuivent plusieurs films dont le sérial en dix épisodes à grand spectacle, Tao, de Gaston Ravel, où il incarne le jeune aventurier Jaques Chauvry. Ce cinéroman est un véritable succès populaire. il est l’un des jeunes premiers les plus appréciés des années 1920, tant par le public que par la presse. Il est le partenaire des plus grandes vedettes féminines de l’époque : Andrée Brabant, Mary Harald, Blanche Montel, Huguette Duflos, Christiane Favier ou Marie Glory.
Son arrière-petit-fils est l'acteur et metteur en scène Nicolas Norès.

## Filmographie

### Acteur
- 1922 : La Dette de sang (ou René Kervan), film en deux parties de Gérard Bourgeois : René Kervan
  - 1re partie : L’homme de proie
  - 2e partie : Le vengeur
- 1923 : Pax Domine de René Leprince[5] : Wilhelm Brenner
- 1923 : Amour et vendetta (ou La fille du lion) de René Norbert
- 1923 : Tao (ou Le fantôme noir), sérial en 10 épisodes de Gaston Ravel : Jacques Chauvry
  - Le secret du bronze
  - Une trame subtile
  - Sous le masque
  - Histoire d’un vol
  - Les mésaventures de Bilboquet
  - L’étau se resserre
  - De Paris à Dakar
  - Haines et amours
  - Le mariage de Raymonde
  - Dans l’ombre du temple
- 1924 : Paul et Virginie de Robert Péguy
- 1924 : Kithnou de Robert Péguy et Henri Étiévant[6]
- 1926 : Le Berceau de Dieu de Fred Leroy-Granville : le fiancé de Dalilah
- 1926 : Phi-Phi de Georges Pallu : l’ami de Phidias
- 1926 : Va promener le chien de Gauthier Debère
- 1927 : Miss Helyett de Georges Monca et Maurice Kéroul
- 1927 : Palaces de Jean Durand
- 1930 : Les Papillons de nuit de Maurice Kéroul

### Scénario
- 1936 : Les Frères Delacloche de Maurice Kéroul et Jean Mugeli

### Direction artistique
- 1936 : Les Frères Delacloche de Maurice Kéroul et Jean Mugeli

## Théâtre

### Comédien
- 1913-1914 : La Veuve joyeuse, opérette en trois actes de Franz Lehár, en tournée

## Décorations
- Officier de l'ordre de la Couronne
- Officier de l’Ordre de Léopold II